# Гендерсон (округ, Північна Кароліна)
Шаблон:StateAbbr_ 35°20′ пн. ш. 82°29′ зх. д. / 35.34° пн. ш. 82.48° зх. д.
Округ  Гендерсон (англ. Henderson County) — округ (графство) у штаті  Північна Кароліна, США. Ідентифікатор округу 37089.

## Історія
Округ утворений 1838 року.

## Демографія
За даними перепису 
2000 року 
загальне населення округу становило 89173 осіб, зокрема міського населення було 47398, а сільського — 41775.
Серед мешканців округу чоловіків було 43171, а жінок — 46002. В окрузі було 37414 домогосподарства, 26357 родин, які мешкали в 42996 будинках.
Середній розмір родини становив 2,78.
Віковий розподіл населення поданий у таблиці:
| Стать    | До 15 років | 15-21 | 22-29 | 30-39 | 40-49 | 50-65 | 65-85 | Понад 85 |
| -------- | ----------- | ----- | ----- | ----- | ----- | ----- | ----- | -------- |
| Чоловіки | 8041        | 3333  | 3839  | 5979  | 6141  | 7518  | 7593  | 727      |
| Жінки    | 7465        | 2962  | 3649  | 5879  | 6251  | 8775  | 9474  | 1547     |

## Суміжні округи
- Банком — північ
- Рутерфорд — північний схід
- Полк — схід
- Грінвілл, Південна Кароліна — південь
- Трансильванія — захід
- Гейвуд — північний захід

## Виноски
1. ↑  U.S. Decennial Census. United States Census Bureau. Архів оригіналу за 26 квітня 2015. Процитовано 17 січня 2015.
2. ↑  Historical Census Browser. University of Virginia Library. Архів оригіналу за 11 серпня 2012. Процитовано 17 січня 2015.
3. ↑  Forstall, Richard L., ред. (27 березня 1995). Population of Counties by Decennial Census: 1900 to 1990. United States Census Bureau. Архів оригіналу за 3 березня 2015. Процитовано 17 січня 2015.
4. ↑  Census 2000 PHC-T-4. Ranking Tables for Counties: 1990 and 2000 (PDF). United States Census Bureau. 2 квітня 2001. Архів оригіналу (PDF) за 18 грудня 2014. Процитовано 17 січня 2015.
5. ↑  State & County QuickFacts. United States Census Bureau. Архів оригіналу за 7 червня 2011. Процитовано 21 жовтня 2013.(англ.) Наведено за англійською вікіпедією.
6. ↑  American FactFinder. Бюро перепису населення США. Архів оригіналу за 21 травня 2008. Процитовано 31 січня 2008.

| США | Це незавершена стаття з географії США. Ви можете допомогти проєкту, виправивши або дописавши її. |